# アーティスト別モノマネ頂上決戦 俺にアイツを歌わせたら右に出るものはいない
『アーティスト別モノマネ頂上決戦 俺にアイツを歌わせたら右に出るものはいない』とは、2023年3月1日から不定期放送されている音楽バラエティ番組である。

## 概要
アーティストの歌声に似ているとされる人物たちが集まり、1対1の対決形式でその再現度を競う音楽バラエティ番組。2025年1月29日には当番組から派生された『パフォーマンス別頂上決戦 俺の右に出るものはいない』が放送され、歌以外にも鉄道運転やマジックといった音楽関係以外も対決する企画が行われた。

## 出演者

### MC
- 満島真之介
- 山里亮太（南海キャンディーズ）

## 放送日時
| 回 | 放送日        | 放送時間（JST）    | 審査員 | ゲスト | 出場者 | 備考 |
| -- | ------------- | ------------------ | --- | --- | --- | --- |
| 1  | 2023年3月1日  | 水曜 21:00 - 22:57 | 秋川雅史、今井マサキ、白石涼、新妻聖子、松尾潔 | 朝日奈央、池田美優、井上裕介（NON STYLE） | 荒牧陽子、Elmon、花音里、カトリーナ陽子、こうじろう、小桜井、小林穂高、小室あいか、SHINOBU、翔子、関真美、nanami、ななみなな、はやしみお、ビューティーこくぶ、布施辰徳、ほいけんた、みっちゃん、よよよちゃん | 一部地域は21:57からの短縮版を放送。 |
| 2  | 2024年1月5日  | 金曜 20:57 - 22:54 | | 朝日奈央、阿部亮平（Snow Man）、河井ゆずる（アインシュタイン） | あべたけし、あまり。、伊沢有香、岩口和暖、木村たいぞう、玄米師走、小桜井、小林穂高、坂本彩、坂本冬休み、佐藤ゆみ、柴山サリー、杉野ひろし、すみー、奈菜、原口あきまさ、ビューティーこくぶ、HIWA、みかん、Mr.シャチホコ、みっちゃん、みはる、よよよちゃん、レッツゴーよしまさ                                                                         | |
| 3  | 2024年3月26日 | 火曜 19:00 - 22:00 | 有坂美香、今井マサキ、天童よしみ、HISASHI（GLAY）、安倉さやか | 井上裕介（NON STYLE）、井森美幸、河合郁人、新川優愛 | Atsuko、荒井かおり、岩口和暖、花音里、木村たいぞう、ぎょろ、小岩ケン、こうじろう、小桜井、小林穂高、SHINOBU、柴山サリー、Tarkiee、だしおさん、民秋貴也、ちなっぴー、中垣みな、中村素也、NASUMI、ななみなな、原口あきまさ、HAL、ビューティーこくぶ、ヒルゾウ、HIWA、布施辰徳、星野金太郎、Mr.シャチホコ、みはる、ゆうや裕夜、Ru-chin、レディーエリカ | |
| 4  | 2024年5月16日 | 木曜 20:00 - 21:58 | 井上芳雄、今井マサキ、白石涼、天童よしみ、新妻聖子 | 朝日奈央、井上裕介（NON STYLE）、宮田俊哉（Kis-My-Ft2） | ありさブリリアント、猪俣優也、岩口和暖、大村唯維、カトリーナ陽子、kamo、きよりん、佐藤ゆみ、SHINOBU、翔子、NASUMI、南波雅俊、はやしみお、原口あきまさ、HAL、ヒルゾウ、布施辰徳、細桜井、Mr.シャチホコ、もっくん、百瀬かのん、米川真里絵、Ru-chin、REINA                                                                                             | |
| 5  | 2024年9月20日 | 金曜 20:55 - 22:54 | 井上芳雄、今井マサキ、丘みどり、白石涼、新妻聖子、松崎しげる | 岡崎紗絵、河合郁人、陣内智則、野々村友紀子 | 足立莉音、岩口和暖、花音、キャット、KENSUKE、佐藤ゆみ、たけちん、Cha’R、月山みんく、NASUMI、南波雅俊、Noe、HAL、もっくん、Ru-chin、れいりん | |
| 6  | 2025年1月7日  | 火曜 20:55 - 23:00 | 今井マサキ、鬼龍院翔（ゴールデンボンバー）、白石涼、天童よしみ、松岡充（SOPHIA）                                                                                  | ジェシー（SixTONES）、信子（ぱーてぃーちゃん）、長谷川忍（シソンヌ）、堀田茜                                                                                              | 岩口和暖、カニちゃん、木村たいぞう、佐藤ゆみ、SARI、SHINOBU、しばっち、しんぐよしたか、中村素也、奈菜、南波雅俊、原口あきまさ、ヒルゾウ、HIWA、星野金太郎、細桜井、まみたん、Momo、Ru-chin、れいりん | |
| 7  | 2025年1月29日 | 水曜 20:30 - 21:58 | 歌モノマネ頂上決戦：今井マサキ、鬼龍院翔（ゴールデンボンバー）、白石涼、天童よしみ、松岡充（SOPHIA） マジッククリエイター頂上決戦：KiLa、ふじいあきら、マギー審司 | 歌モノマネ頂上決戦：ジェシー（SixTONES）、信子（ぱーてぃーちゃん）、長谷川忍（シソンヌ）、堀田茜 マジッククリエイター・電車運転技術頂上決戦：池田美優、井森美幸、陣内智則 | 原口あきまさ、ケイスケ、海蔵亮太、柳光絵、石毛智久、伏木傑人、磯西寿々香、野島伸幸、プロマ斉藤 | 『パフォーマンス別頂上決戦 俺の右に出るものはいない』として放送。 ローカルセールス枠のため、一部地域のみ同時ネット。 MBSは、2025年4月16日水曜23:56に放送。 |
| 8  | 2025年7月7日  | 月曜 20:55 - 22:57 | | | | |

## スタッフ
- ナレーター：田子千尋（第1回-）
- 構成：山形遼介（第2,4,5,8回）、植田将崇（第1回-）、井上幸浩（第1回-）、斉藤涼（第2,7回-）
- リサーチ：株式会社マニューバー（第3回-）
- TM(第2回-)：半田圭（第3回-）
- PM(第2回-)：荒井隆之（第3回-）
- TD︰佐藤光一（第5回-、第3回はCAM）
- CAM：加藤彩乃（第5回-）
- VE：松吉英明（第4回-）
- 音声：松浦愛理（第8回）
- 照明：鈴木英敬（第3,6回-）
- 歌唱収録(第2-6,8回)︰
  - 歌唱監修︰OFFICE S.K（第1-6,8回）
  - TD(第3回)︰山口謙二朗（第3-6,8回、第1回はAD、第2回はVE）
  - CAM：白石智彰（第5,6,8回）、中村朋治（第8回）、熊谷亮（第8回）、小川宗夫（第8回）
  - 照明：尾籠晴文（第2-5,8回）、三宅由姫（第8回）
- CG：細田祐希（第2回-）、横川朝也（第1回-）
- 編集：下林高幸（第1回-）、栗林雄太（第8回）
- テロップ：岡本彩（第1回-）、石田千沙季（第8回）
- イラスト：敦森蘭（第2回-）
- 音効：上島光央（第1-6,8回）、飯塚凪（第2-6,8回）
- MA：三好雪花（第8回）
- 美術プロデューサー：小栗綾介（第1回-）
- 美術デザイナー：松永陽登（第1回-）
- 美術ディレクター(第2回-)：萩野谷風華（第2回-）
- 装置：遠藤利彦（第1-6,8回、第7回は大道具装置）
- 操作：前野博幸（第5,8回、第7回は大道具操作）
- 電飾：森田光俊（第2回-）
- 装飾(第6回-)：深山健太郎（第6回-）
- 花装飾：津久井玲子（第1回-）
- メカシステム：安部和也（第1回-）
- アクリル装飾：森美男（第1回-）
- 衣裳(第2回-)：清水美奈（第8回）
- 協力：TACT（第1回-）、JCTV（第3回-）、fmt（第2回-）、BULLBULL（第1回-）、Gimmick（第1回-）、e-naスタジオ（第5回-）、アコーダー株式会社（第2,4回-）
- 音源協力：JOYSOUND（第8回）
- ヘアメイク：大沢香織（第4回-）
- 編成：河本恭平（第6回-）
- デスク(第2回-)：鈴木里奈（第2回-）
- 宣伝：山岸信良（第1回-）、萩野谷剛（第8回）
- TK：海東祐里奈（第1回-）
- AD：中野孔太朗（第8回）、佐藤萌風（第4回-）、戎本敦貴（第3-6,8回）、篠原ののか（第8回）
- AP：石川恵帆（第8回）、高見良（第2回-）、坂田景子（第5回-）
- キャスティング(第4,6回-)：梅野麻未（第4,6回-、第1-3回はプロデューサー）、宍戸透（第4,6回-、第5回はAP）
- ディレクター：池上健介（第1,2,5,6,8回、第7回はFD）、我妻賢二（第3-6,8回）、辻井孝之（第1回-）、佐久間隆太（第1-6,8回）、岩堀陽（第8回）、細川顕（第1,2,4回-、第3回は制作進行）、林拓哉（第8回）、趙亮栄（第8回、第1,5-7回はAD、第3,4回は制作応援）、五十嵐莉子（第8回）
- チーフディレクター：本間和美（第1回-）
- 演出：田中健太（第1回-）
- プロデューサー：柳沢光一郎（第2回-、第1回は編成）、高見亘（第1回-）
- 制作協力(第2回-)：CHEESE（第2回-、第1回は制作）
- 制作(第2回-)：TBSテレビコンテンツ制作局バラエティ制作1部（第2回-）
- 製作著作(第2回-)：TBS（第2回-、第1回は制作）

### 過去のスタッフ
- 構成：工藤莞太（第1-3回）
- TM(第2回-)：寺尾昭彦（第2回）
- PM(第2回-)：八木慎一郎（第2回）
- TD︰江浦友樹（第2-4回、第1回はSW兼務）
- CAM：北松拓巳（第1,2回）、山口航（第4回）
- VE：宮本民雄（第1-3回）
- 音声：宇野仁美（第1-3回）、宮田佳奈子（第4-7回）
- VTR：富田祐介（第1回）
- 照明：木戸昭彦（第1,5回）、宮﨑佳苗（第2回）、松田峻（第4回）
- 歌唱収録(第2-6,8回)︰
  - CAM：宮田眞（第2回）、竺原功二（第2-5回）、中嶋健（第2-6回）、安藤遥平（第2,5,6回）、川本修平（第6回）
  - 照明：齊藤拓巳（第2回）、三觜繁（第3回）、佐藤博樹（第2-6回）、楢橋秀満（第2,3,6回）
- CG：岩屋朝仁、坂田昌也（共に第1回）
- 編集：早川亮（第1回）、佐藤友彦（第3回）、今井純（第4回）、野中博史（第5回）、星貴仁（第6回）、藤野誠一（第7回）
- テロップ：島田貴絵（第3回）、矢野めぐみ（第4回）、渡邉諒輔（第5回）、南後亜里沙（第6回）、石山聖奈（第7回）
- タイトル：宗田蓮（第1回）
- イラスト：宮嶋英紀（第1回）
- MA：田村佑資（第1回）、金城徹（第2回）、山田謙一（第3回）、大田将一（第4回）、坪野有馬（第5-7回）
- 音効効果：安原裕人、田口優太（共に第7回）
- 操作：砂川祐馬（第1回）、湯澤宗平（第2,4回）、石川清大（第3回）
- 電飾：住義仁（第1回）
- 衣裳(第2回-)：渥美智恵（第2-7回）
- 協力：GLink studio（第1-4回）、マウス（第3,4回）
- 音源協力：DAM第一興商（第1-7回）
- ヘアメイク：岩井愛実（第1回）、小川瑛未（第1,3,4回）、馬場景子（第2回）、中畑薫（第5-7回）
- リサーチ：山本恵未夏（第1回）
- 編成：パリーク亜門（第4回）、髙田脩（第5回、第2-4回は修名義）
- 配信(第7回)：相川拓也（第7回）
- 宣伝：齋藤朱里（第1回）、正木文菜（第2-7回）
- 制作応援(第3,4回)：政香恭平（第3,4回）、大日野美優（第4回）、土屋晴歌（第4回、第2回はAP）
- AD：江口真太郎、湯出川紗雪（共に第1回）、池田良平（第1,2回）、高橋泰崇（第2,3回）、佐藤乃愛（第2-4回）、伊藤みらい（第3回）、佐藤春香（第3,4回）、古川さくら（第5,6回）、高橋里奈、川口まりか、白石大治（共に第7回）
- AP：荒井里衣（第1,2,4回）、木山達朗（第3回）、及川和彦（第3,4回）、和田真由子、夏原藍、吉原りつか、木村康子（共に第5,6回）、森川美和（第6回）
- ディレクター：射手矢正太郎（第1回）、木村英貴（第1-4回）、久野和洋、前田匡寛、柄本昌太（共に第7回）
- プロデューサー：平岩憲和（第1回）